# Bruinoorbuulbuul
De bruinoorbuulbuul (Hypsipetes amaurotis, syn. Ixos amaurotis) is een zangvogel uit de familie Pycnonotidae (buulbuuls).

## Verspreiding en leefgebied
Deze soort komt voor van Japan tot de Filipijnen en telt twaalf ondersoorten:
- H. a. amaurotis: zuidelijk Sachalin, Japan en Zuid-Korea.
- H. a. matchiae: zuidelijk Kyushu.
- H. a. ogawae: de noordelijke Riukiu-eilanden.
- H. a. pryeri: de centrale Riukiu-eilanden.
- H. a. stejnegeri: de zuidelijke Riukiu-eilanden.
- H. a. squamiceps: Bonin-eilanden.
- H. a. magnirostris: Volcano-eilanden.
- H. a. borodinonis: Borodino-eilanden.
- H. a. harterti: Taiwan en Lanyu.
- H. a. batanensis: Batan, Ivuhos, Sabtang, Babuyan en Claro.
- H. a. fugensis: Dalupiri, Calayan en Fuga.
- H. a. camiguinensis: Camiguin (ten noorden van Luzon).

## Status
De grootte van de populatie is niet gekwantificeerd maar de soort wordt omschreven als algemeen tot plaatselijk algemeen. Op de Rode lijst van de IUCN heeft deze soort de status niet bedreigd.